# (5430) Luu
Pour les articles homonymes, voir Luu.
5430 Luu (1988 JA1) est un astéroïde de la ceinture principale.

## Description
(5430) Luu, provisoirement nommé 1988 JA1, est un astéroïde de la ceinture principale d'astéroïdes. Il fut découvert le 12 mai 1988 par Carolyn S. Shoemaker à l'observatoire Palomar.
Cet astéroïde est nommé en l'honneur de l'astronome américano-vietnamienne Jane Luu pour ses recherches sur la ceinture de Kuiper et la découverte de ses premiers représentants,.
Les observations photométriques de cet astéroïde collectées en 2006 montrent une période de rotation de 13 h 33±1,2 min avec une variation de magnitude de 0.06 ± 0.02.